# Propaganda nell'educazione primaria in Giappone negli anni trenta del XX secolo
In Giappone, in seguito alla restaurazione Meiji, venne data molta importanza al sistema educativo, affiancato alla leva militare. La propaganda iniziò ad influenzare il futuro suddito giapponese già dall'educazione primaria. Caratteristiche dell'educazione giapponese erano capillare diffusione sul territorio ed uniformità dei programmi.

## Il programma
Il programma scolastico era diviso, tra il 1933 e il 1938, in 12 volumi, che presentavano più temi. Il primo, che rappresentava il livello più basso, e dunque sarebbe dovuto servire solo per imparare a leggere, presentava sin dalla prima pagina dei chiari messaggi pilotati. Sulla copertina vi era l'immagine di un fiore di ciliegio, seguita subito da quella di soldati giocattolo in marcia, con la scritta: «susume susume, heitai susume!» (勧め勧め兵隊勧め!? lett. "avanti, avanti, soldati, avanti!"). Poi compare un bambino con alle spalle il sole al tramonto ed una parte della bandiera giapponese, e con sotto la scritta: «hinomaru no hata banzai banzai!» (日の丸の旗万歳万歳!? lett. "la bandiera del sol levante, per sempre, per sempre!).

## Favole, leggende e miti
Le prime tre raccolte erano dedicate alle favole. Compaiono tutti gli elementi sopra citati della propaganda che si snodano attraverso le varie storie, tutte facenti parte del classico panorama delle favole giapponesi. A queste raccolte fecero seguito le leggende della cultura popolare giapponese ed infine le storie riguardanti il mondo della mitologia shintoista, in particolare con la storia del primo grande eroe giapponese, Yamato Takeru. Queste storie, apparentemente diverse, formarono un percorso continuo, per il giovane scolaro, dalle prime favole alle leggende sull'illustre antenato dell'imperatore.

### La favola di Momotarō

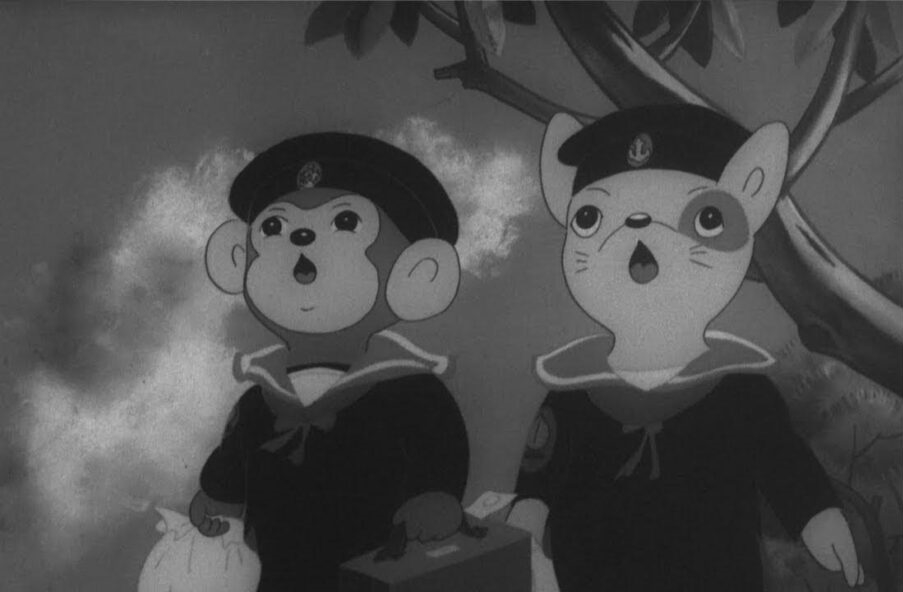
Screenshot dal film Momotarō umi no shinpei di Mitsuyo Seo

La favola di Momotarō, già nota da tempo, ed insegnata nelle scuole in questo periodo, ebbe un tale successo da essere ancora oggi conosciuta nella sua versione standard, nella quale un ragazzo nato da una pesca sconfigge il re dei demoni con l'aiuto di un cane, di una scimmia e di un fagiano.
Questa favola rappresentò il cuore della propaganda giapponese. Lo studioso di storia del Giappone John Dower, che ha descritto la funzione della propaganda razziale negli Stati Uniti e in Giappone durante la guerra del Pacifico, arrivò a parlare di un vero e proprio paradigma di Momotarō.
Questo perché, oltre alla versione raccontata nelle scuole, il mito del ragazzo-pesca che sconfiggeva i demoni malvagi venne ripreso più volte nei film, nei fumetti, nei giornali, sempre nel ruolo dell'eroe patriottico che riusciva con l'aiuto di compagni, inferiori a lui, a sconfiggere un nemico apparentemente superiore. Il collegamento, tra il re dei demoni e gli Stati Uniti o l'Inghilterra, era evidente. In un lungometraggio animato del 1945, Momotarō umi no shinpei (桃太郎 海の神兵? lett. "Momotarō il divino guerriero dei mari"), ricco di simbologie e analogismi, Momotarō e i suoi compagni apparivano come le profetizzate truppe provenienti da un paese dell'est, destinate a liberare i popoli del sud dell'Asia dai loro oppressori. Il re dei demoni parlava in uno strano inglese, con dei sottotitoli in un complesso giapponese.
Sebbene il re dei demoni rappresentasse l'oppressore inglese, i demoni al suo servizio, contro i quali Momotarō combatteva, non sono del tutto malvagi. Essi infatti, una volta che il loro capo veniva sconfitto, riconoscevano la forza di Momotarō e abbandonavano i loro costumi violenti. Questa era una rappresentazione dei popoli oppressi dai colonizzatori, che avevano bisogno dell'eroe giapponese che li salvasse e li riconducesse su un percorso di umanità, in grado di redimerli. In particolare, visti i temi simili diffusi con altre forme di propaganda, questi demoni rappresentavano i cinesi. I compagni di Momotarō, che comunque tali sono definiti solo a parole, in quanto poi il narratore stesso li definiva servi, rappresenterebbero invece i paesi fedeli al Giappone, che combattevano al suo fianco. Un tema che mancava completamente in questa versione della favola era la ricerca del tesoro, nella tradizione vero motivo del viaggio. Nella versione più antica (è del 1811 la prima pubblicazione di una raccolta organica di favole giapponesi), Momotarō partiva alla volta dell'isola dei demoni alla ricerca di favolosi tesori, come un orologio magico, o un mantello dell'invisibilità. In questa versione, sebbene egli avesse lasciato l'isola con dei tesori, non era questa la motivazione che lo aveva indotto all'impresa. Lui era partito per conquistare l'isola stessa.
La forza di questo tipo di controllo del pensiero doveva essere davvero straordinaria se, allo scoppiare della guerra, era normale che gli statunitensi, e, a volte, anche gli inglesi, venissero definiti come diavoli o diabolici.
La favola di Momotarō, sebbene fosse una storia compiuta, poneva in essere dei motivi e dei temi che si potevano ritrovare anche nella successiva letteratura d'insegnamento nelle scuole, in particolare nel mondo del mito e della leggenda. Topoi come l'isola dei demoni o l'eroe civilizzatore della frontiera, erano dei temi diffusi nella letteratura giapponese.
La forza del sistema propagandistico stava nel riuscire ad adattarsi alla situazione politica contingente, a dar loro una parvenza di riscontro nella realtà, spronando così i giapponesi ad agire come gli eroi della favole con cui sono cresciuti.

### Le leggende dei Minamoto

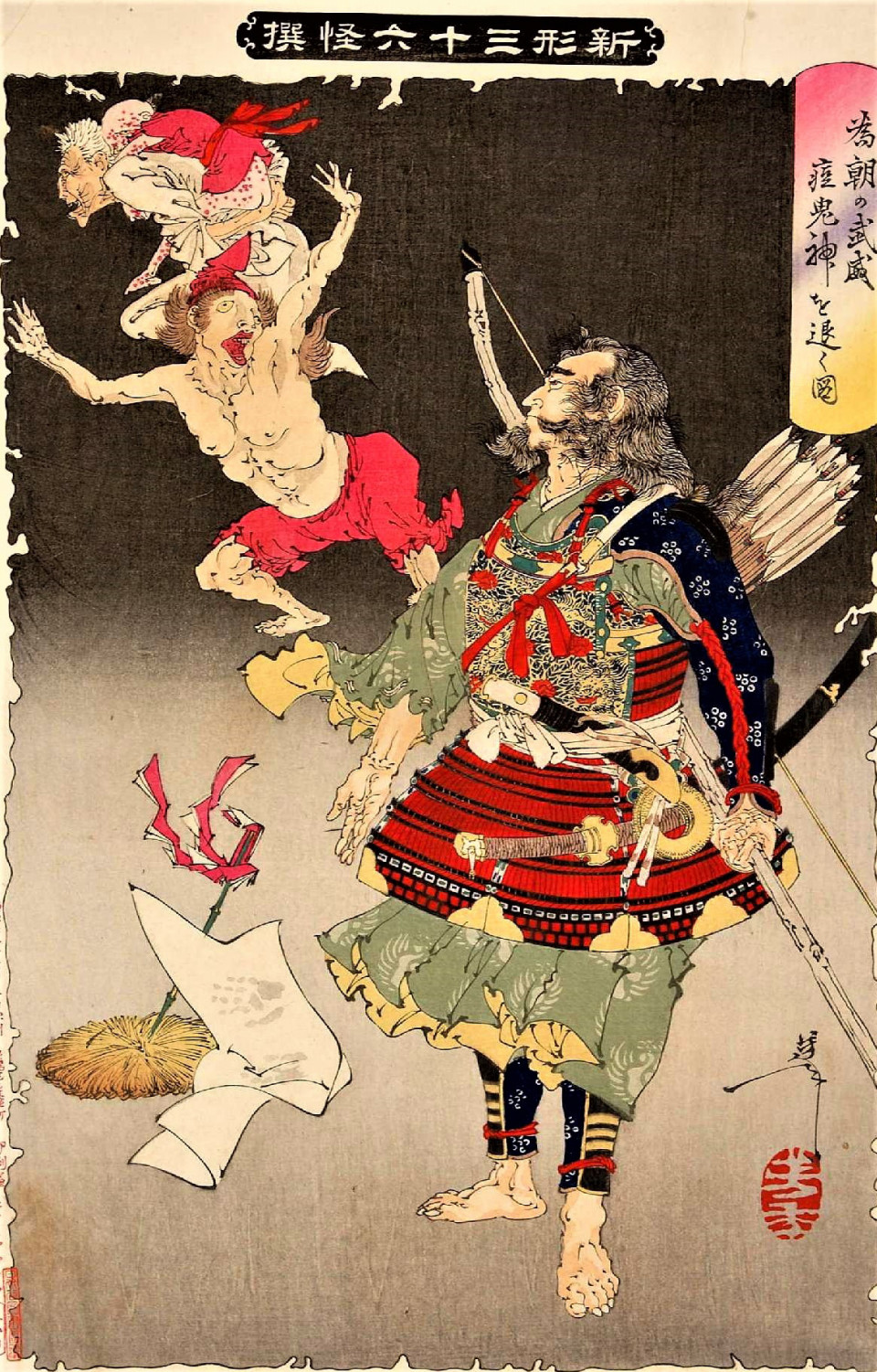
Tametomo scaccia via i demoni in una stampa di Yoshitoshi

Una storia simile a quella di Momotarō è narrata nella leggenda di Minamoto no Tametomo, uno dei protagonisti dello scontro tra i clan Taira e Minamoto del XII secolo, che culminò nella guerra Genpei. Si narrava che Minamoto, dopo essere stato sconfitto dai Taira, ed esiliato dal suo fratellastro nelle isole Izu, con la sua straordinaria forza riuscì a sottomettere gli indigeni del luogo. In seguito, grazie alla presenza di uccelli marini, capì che vi era un'altra isola vicino quella in cui si trovava, e con un pugno di uomini partì alla sua ricerca. Trovò l'isola e vide che questa era abitata da uomini deformi e grotteschi, pelosi, parlanti un linguaggio incomprensibile e caratterizzati da uno stadio di arretratezza culturale tale da non saper neanche costruire delle barche o coltivare il riso. Non c'era traccia neanche di tesori. Quando parlò con loro capì di trovarsi sulla leggendaria isola dei demoni, e che questi erano i loro discendenti. In questo racconto gli scontri sono assenti, perché gli indigeni, vista l'abilità con l'arco dell'eroe, gli si sottomettevano spontaneamente e ne diventavano vassalli. Iniziò così, con l'ausilio dell'eroe civilizzatore giapponese, il cammino verso un ritorno all'umanità.
In un'altra versione della stessa storia, Tametomo non giunge su un'isola misteriosa, ma a Okinawa, che quindi sarebbe stata la vera isola dei demoni per via dell'arretratezza culturale e tecnologica dei suoi abitanti. Qui avrebbe sposato una principessa locale e dalla sua discendenza sarebbe nata la dinastia di sovrani che regnarono sull'isola per secoli.
A un simile destino andò incontro Minamoto Yoshitsune. Anche lui fu tradito dal fratello, e anche lui, come Tametomo, avrebbe scelto il suicidio; nelle leggende sorte sul personaggio, invece, egli sopravvisse all'attacco del fratello e fuggì. Secondo la versione narrata nelle scuole, avrebbe trovato rifugio a Ezo (Hokkaidō), divenendo così l'eroe culturale degli Ainu, anch'essi presentati come creature bestiali e barbare incapaci di coltivare. Ancora una volta, era solo grazie all'eroe giapponese se questi popoli inferiori riuscirono a raggiungere lo status di umanità, che era proprio del popolo giapponese.

### Il mito di Yamato Takeru
Questa era una delle storie appartenenti all'ultimo ciclo dei racconti scolastici, i miti; i primi erano favole come quella di Momotarō, ed i secondi leggende come quelle di Tametomo e Yoshitsune.
Yamato Takeru, "il coraggioso uomo degli Yamato", nel Kojiki e nel Nihongi viene descritto come il figlio del dodicesimo imperatore del Giappone, Keikō. Anche lui, come Momotarō e Tametomo, si sarebbe distinto fin da piccolo per la sua eccezionale forza fisica, tanto che lo stesso padre, intimorito, lo avrebbe mandato in missioni sempre più lontane e pericolose. Prima fu inviato ad ovest contro i Kumaso, che sconfisse nonostante la sua giovane età. Poi fu inviato ad est contro gli Emishi, e a nord, dove risultò ugualmente vittorioso. Il suo era l'esempio di un uomo impavido che sacrificava tutto per l'onore e l'obbedienza all'imperatore. Momotarō e Takeru erano incredibilmente forti rispetto a chi stava loro vicino, ed entrambi eroi vittoriosi che sottomettevano popolazioni barbare, abitanti ai confini del mondo conosciuto.
Momotarō era, come viene raccontato tramite la sua storia, l'incarnazione da bambino di Takeru, il primo eroe giapponese a formulare il principio dell'amore per la patria e del coraggio. Con queste storie un ciclo si compiva: il ciclo di crescita dell'eroe giapponese, che passava anche per altre leggende, come quella di Tametomo e di Yoshitsune. Vi sono persino studiosi che nel mito di Momotarō che si dirige contro un nemico apparentemente superiore per liberare gli oppressi, hanno visto una analogia con i "corpi speciali d'attacco" impiegati nella fase finale della seconda guerra mondiale, meglio noti come kamikaze.